# Juan Ayerbe

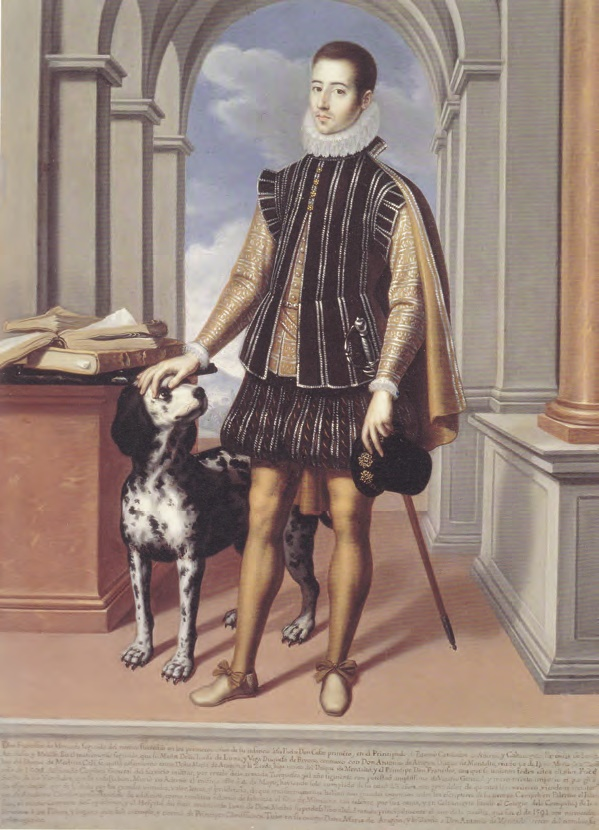
Francisco Moncada II, 1657, óleo sobre cobre, 36 x 26 cm, colección privada

Juan Ayerbe fue un pintor barroco español activo en Valencia en el segundo tercio del siglo XVII.
En 1638 se casó con la valenciana Dionisia Romeu, de familia acomodada. Padre de Vicente Ayerbe, también pintor, las últimas noticias que se tienen de su actividad son de 1664, año en que recibió un discípulo en su taller, de nombre José Alcorís, y junto con su hijo firmó como testigo en un documento de venta de un esclavo.
Es suyo, fechado en 1649, el retrato del arzobispo Isidoro Aliaga, dentro de la serie de efigies de los arzobispos valencianos de la sala capitular de la Catedral de Valencia, obra convencional en su concepción pero de técnica depurada.

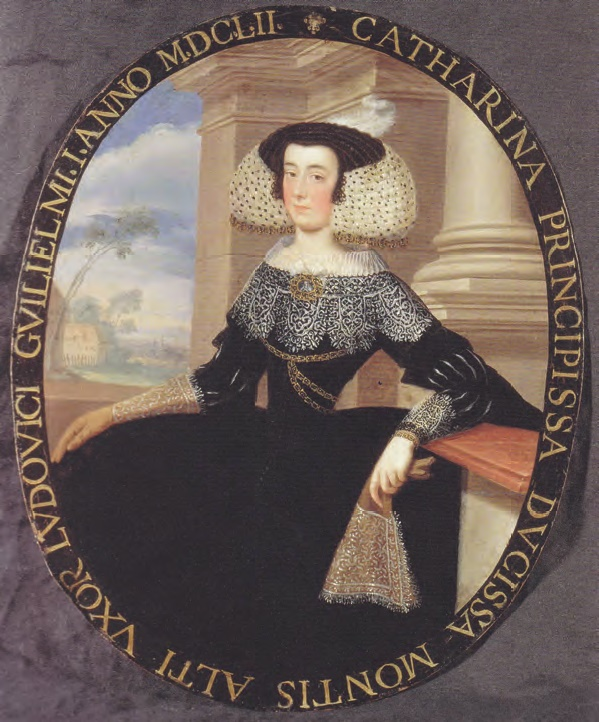
Catalina de Moncada, 1657, óleo sobre cobre, 36 x 26 cm, colección privada

Descontado ese retrato, toda su producción conocida lo relaciona con Luis Guillermo de Moncada, VII duque de Montalto, nombrado virrey de Valencia en 1652, para el que pintó entre 1654 y 1657 una serie de retratos de sus antepasados y familiares directos en láminas de cobre de pequeño formato, copias, quizá, de los retratos de mayor tamaño que llevara consigo el duque desde Sicilia, de donde provenía la familia, o inspirados en los grabados abiertos por Johann Filips Jansen para el tratado de Giovanni Agostino della Lengueglia, Ritratti della prosapia, et heroi Moncadi nella Sicilia. Se trata de algo más de veinte retratos al óleo, no todos conservados y dispersos entre distintas colecciones privadas, que tipológicamente pueden ser agrupados en cuatro modelos: retratos de matrimonio o de casamiento —cinco retratos dobles en los que se representan los emparejamientos legendarios de los distintos linajes de la familia Moncada Aragón—; retratos de cuerpo entero de los antepasados sicilianos, en logias abiertas al paisaje y en algún caso con perros de caza; retratos de medio cuerpo insertos en orlas, con escudos y ramas de laurel con florecillas blancas, adornos en los que colaboró Tomás Yepes, y dos retratos femeninos de algo más de medio cuerpo y formato ovalado, con inscripciones latinas en la orla.
Además, y también para el duque de Montalto, pintó su escudo de armas en lámina de cobre, cuatro cuadros del Niño Jesús para servir de regalo, tres de ellos enviados a Madrid y el cuarto para el convento de capuchinos de la Sangre de Cristo de Valencia, y la copia de un Ecce Homo para el mismo convento, trabajos todos estos perdidos.